# Гайно Боманн
Гайно Боманн (нім. Heino Bohmann; 11 березня 1914 — 12 вересня 1942, Баренцове море) — німецький офіцер-підводник, капітан-лейтенант крігсмаріне.

## Біографія
8 квітня 1934 року вступив на флот. З березня 1939 року — офіцер групи Військово-морського училища Фленсбурга-Мюрвіка. З вересня 1939 року — ад'ютант ОКМ. З жовтня 1939 року — командир спецкорабля «Нерісса» 5-ї флотилії форпостенботів, з березня 1940 року — корабля 18-ї флотилії форпостенботів. З 1 листопада 1940 по 30 березня 1941 року пройшов курс підводника, з 30 березня по 8 червня — курс командира човна, одночасно з 31 березня по 26 квітня перебував в розпорядженні 1-го навчального дивізіону підводних човнів в Плені. З 9 червня по 18 серпня 1941 року пройшов командирську практику на підводному човні U-94, на якому взяв участь в одному поході (12 липня — 16 серпня 1941). 19 серпня 1941 року переданий в розпорядження 7-ї флотилії.
8 вересня 1941 року направлений на будівництво U-88. З 15 жовтня 1941 року — командир підводного човна U-88, на якому здійснив 3 походи (разом 49 днів у морі). 12 вересня 1942 року U-88 був потоплений в Баренцовому морі південно-західніше Шпіцбергена (75°04′ пн. ш. 04°49′ сх. д.) глибинними бомбами ескадреного міноносця ВМС Великої Британії «Фокнор». Всі 46 членів екіпажу загинули.
Всього за час бойових дій потопив 2 кораблі загальною водотоннажністю 12 304 тонни.
| Дата         | Назва корабля | Тип               | Тоннаж | Вантаж                                                                | Екіпаж | Загинули | Країна | Конвой |
| ------------ | ------------- | ----------------- | ------ | --------------------------------------------------------------------- | ------ | -------- | ------ | ------ |
| 5 липня 1942 | Carlton       | Торговий пароплав | 5,127  | 5500 тонн танків, тротилу, боєприпасів, палива і продуктів харчування | 45     | 3        | США    | PQ-17  |
| 5 липня 1942 | Daniel Morgan | Торговий пароплав | 7,177  | 8200 тонн сталі, продуктів харчування, вибухівки і танків             | 54     | 3        | США    | PQ-17  |

## Звання
- Кандидат в офіцери (8 квітня 1934)
- Фенріх-цур-зее (1 липня 1935)
- Оберфенріх-цур-зее (1 січня 1937)
- Лейтенант-цур-зее (1 квітня 1937)
- Оберлейтенант-цур-зее (1 квітня 1939)
- Капітан-лейтенант (1 вересня 1941)

## Нагороди
- Медаль «За вислугу років у Вермахті» 4-го класу (4 роки)
- Нагрудний знак мінних тральщиків (1940)
- Залізний хрест
  - 2-го класу (1940)
  - 1-го класу (липень 1942)
- Нагрудний знак підводника (4 травня 1942)